# البرنامج السعودي لسلامة المنتجات
البرنامج السعودي لسلامة المنتجات (سليم)، هو أحد مبادرات برنامج التحول الوطني ضمن رؤية السعودية 2030، بدأ العمل به في العام 2017، ويهدف إلى التأكد من سلامة البضائع المحلية والمستوردة، والتأكد من كفاءة الخدمات التي تقدمها جهات التشريع والرقابة لتحقيق السلامة في المعاملات التجارية داخل السعودية. ويسعى البرنامج إلى تطوير البيئة التشريعية والفنية في المملكة لرفع مستوى معدلات مطابقة السلع للمواصفات إلى 80% بحلول 2020.

## محاور البرنامج
- تطوير منهجية إعداد اللوائح الفنية التي يتم من خلالها تطبيق المواصفات بشكل إلزامي.
- مراجعة وتطوير البنية التحتية القانونية لضمان صحة وسلامة المستهلك وحماية البيئة.
- إطلاق مجموعة متكاملة من النشاطات، لضمان أهلية وكفاءة جهات تقويم المطابقة لإثبات سلامة المنتجات وتحقيقها لمتطلبات اللوائح الفنية.
- توفير المنظومة الإلكترونية، بهدف توفير الأدوات المساندة للجهات الرقابية للتطبيق الصحيح والفاعل للوائح الفنية.
- إخضاع المنتجات لمؤشر المطابقة للتعرف على فاعلية تطبيق اللوائح وتحديد مواطن الخلل التي تحتاج إلى معالجة أو تحسين.
- التوعية وتعريف المستهلكين بأدوات التحقق من مطابقة المنتجات.